# Torsten Engfeldt

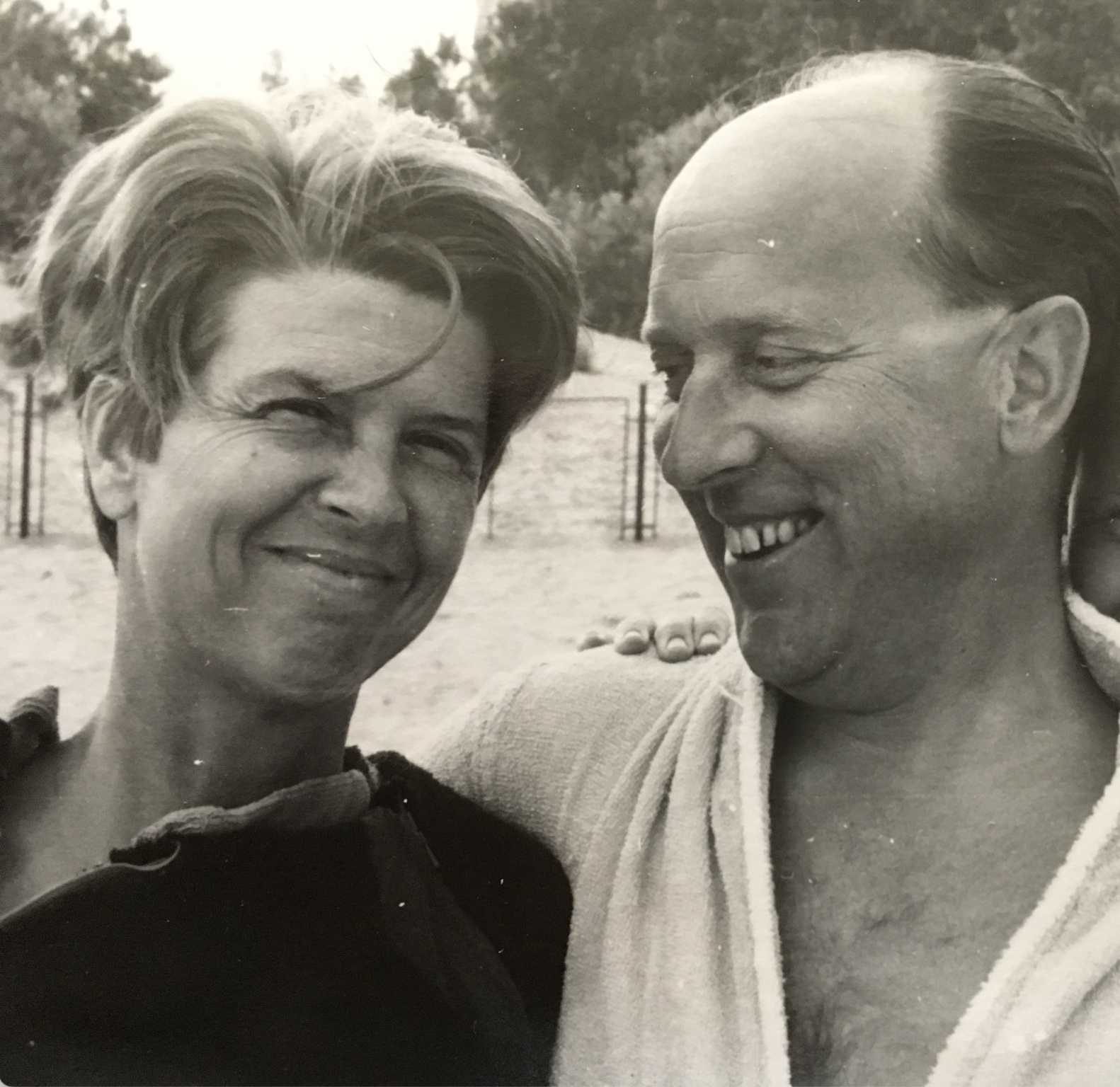
Torsten Engfeldt med sin hustru Siv sommaren 1970.

Torsten Fredrik Engfeldt, född 15 juni 1927 i Gislaved, död 15 juni 1997 i Aspsund i Norrtälje kommun, var en svensk legitimerad läkare och chefsöverläkare med invärtes medicin som specialitet. Han var son till Fritz Engfeldt, provinsialläkare i Gislaved, och dennes maka Gunhild Engfeldt, född Zanders.
Torsten Engfeldt växte upp i Gislaved, avlade studentexamen i Jönköping 1945, blev medicine kandidat vid Uppsala universitet 1950 och medicine licentiat 1954. Han var fartygsläkare 1954 på rutten Göteborg-Montevideo på m/s Peru, ägd av det svenska rederiet Johnson Line.  
År 1955 tog Torsten Engfeldt anställning som andre underläkare på Norrtälje sjukhus där han senare blev biträdande överläkare på medicinavdelningen. Torsten Engfeldt ägnade i stort sett hela sitt professionella liv åt sjukvården i Norrtälje. Han var med och startade ASIH (Avancerad sjukvård i hemmet) i Norrtälje. Torsten Engfeldt deltog även i planeringen av ett helt nytt sjukhus i Norrtälje – Roslagens sjukhus. Detta långvårdssjukhus byggdes i början av 1980-talet och här arbetade Torsten Engfeldt som chefsöverläkare fram till sin pension 1992.  
Torsten Engfeldt gifte sig 1952 i Uppsala med Siv Engfeldt, född Rydemo. Tillsammans fick de tre barn. Torsten och Siv Engfeldt är begravda i Frötuna kyrkas urnlund.